# 제5항공함대 (일본)
제5항공함대(第五航空艦隊 다이고코쿠칸타이[*])는 일본 제국 해군의 항공함대이다.

## 역사
1945년 2월 9일, 군령부는 규슈, 동시나해, 난세이 제도로 진격해오는 연합군에게 대응하기 위해 제3항공함대의 제25항공전대와 연합함대의 제11항공전대를 차출하여 연합함대 소속 제5항공함대를 창설하였다.
전쟁 말기의 군령부와 연합함대가 바라는대로 카미카제가 목적인 첫 특별공격대로 편성되었다. 함대 사령장관인 우가키 마토메 중장은 모두 특공할 각오를 다질 것을 명령하였다.

## 조직

### 지휘부
사령장관
1. 중장 우가키 마토메; 1945년 2월 10일
2. 중장 구사카 류노스케; 1945년 8월 17일 ~ 10월 10일[3]

참모장
1. 중장 요코이 도시유키; 1945년 2월 10일 ~ 10월 10일

### 편성
- 일본 제국 해군의 전투 서열 (1945년 6월 1일)#제5항공함대, 말기

1945년 2월 10일
- 규슈 해군항공대
- 난세이 제도 해군항공대
- 제203해군항공대
- 제701해군항공대
- 제721해군항공대
- 제762해군항공대; 1945년 2월 11일, 제2항공함대에서 전속함.
- 제801해군항공대
- 제1022해군항공대

## 참고

### 인용
1. ↑  戦史叢書93 1976, 161-162쪽.
2. ↑  戦史叢書17 1968, 708-709쪽.
3. ↑  戦史叢書102 1980, 459쪽.
4. ↑  戦史叢書93 1976, 162쪽.

### 자료
- 防衛研究所戦史室 (1968). 《沖縄方面海軍作戦》. 戦史叢書 (일본어) 17. 朝雲新聞社. ASIN: B000JA51YQ.
- 防衛研究所戦史部 (1976). 《聯合艦隊＜7＞戦争最終期》. 戦史叢書 (일본어) 93. 朝雲新聞社. ASIN: B000J9E2HO.
- 防衛研究所戦史部 (1980). 《陸海軍年表》. 戦史叢書 (일본어) 102. 朝雲新聞社. ASIN: B000J87L78.